# Cala de Sant Francesc

La platja de Sant Francesc, o cala de Sant Francesc, també anomenada cala Bona, és una platja situada a la cala homònima del municipi de Blanes (la Selva), entre dos trams de roquissars i penya-segats, als peus de la urbanització 'Cala Sant Francesc'. Està delimitada, a ponent, per la punta de la Roqueta, davant de la qual hi ha, a uns 120 metres mar endins, uns esculls coneguts com el Niell de Cala de Sant Francesc. Orientada a l'est, té una longitud de 178 m i una amplada mitjana de 31 m, formada per sorra gruixuda i grava, i un pendent d'entrada a l'aigua molt fort. Des de la platja s'observa la punta de s'Agulla. Situada a 2 km del centre, s'hi pot accedir pel camí de ronda tant des del Jardí botànic Marimurtra com pel Castell de Sant Joan.

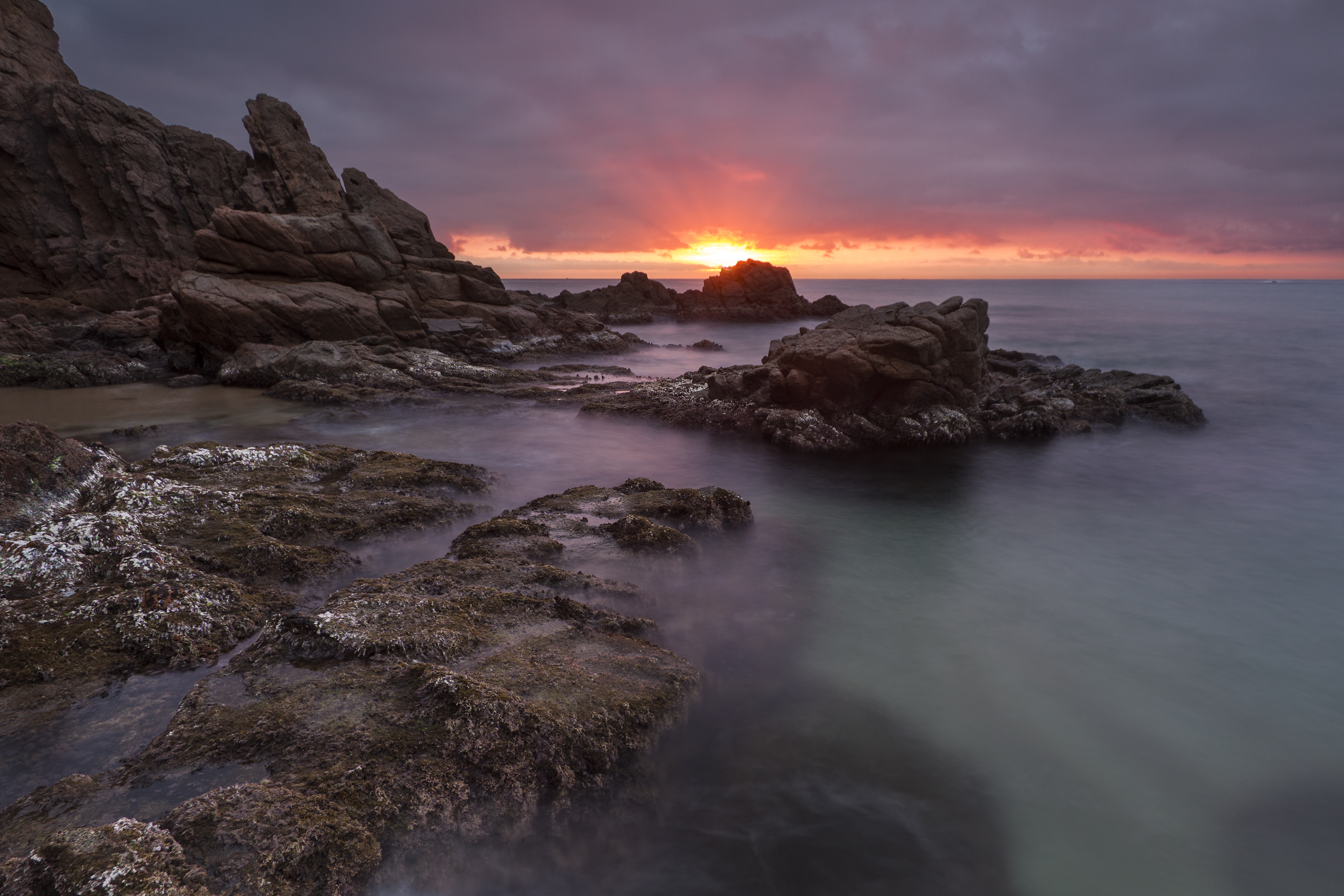
Sortida de sol des de la platja

Disposa de dutxes, una petita zona d’aparcament, guingueta i lloguer de gandules, para-sols i patins de pedals. També té un servei de creuers turístics, que recorren les platges de la localitat i arriben fins a la veïna Lloret de Mar.
Prop de la platja hi ha la petita ermita de Sant Francesc, que dona nom a la cala i a la urbanització.
La urbanització als voltants de la cala va ser d'accés restringit als vehicles fins a l'estiu de 1993, quan es van obrir durant el període d'estiu les tanques que impedien l'accés públic a la cala. Més endavant va continuar el conflicte entre la urbanització privada i l'ajuntament. El maig de 2025, però, l'Ajutnament de Blanes va aprovar la recepció de la urbanització de la Cala Sant Francesc, amb un acord amb la comunitat de propietaris.
Actualment està envoltada d'urbanitzacions turístiques, tot i les reivindicacions dels ecologistes locals, que volen suprimir l'edificació a la zona. Però els permisos i requalificacions semblen no tenir fi i així recentment s'ha obert una nova carretera molt a prop del castell per allotjar-hi noves cases.
L'Agència Catalana de l'Aigua efectua un control setmanal de la qualitat de l'aigua, durant la temporada de bany, amb el resultat d'excel·lent. Està guardonada amb la Bandera Blava, que reconeix internacionalment la qualitat de l'aigua i serveis.